# 여장물
여장물(女裝物)은 일본 만화의 한 종류이다. 남자가 여학교 같은 남자 금지의 장소에 여장을 하고 숨어들어 벌어지는 이야기를 그린다.

## 여장 만화
1. 히메고토(빛쟁이한테 잡혀 팔려갈려고 했지만 학생회 임원들이 구해주고 빛도 갑아주지만 학생회의 개로서 여장을 한다.)
2. 여장남자 앤솔로지(여장을 하는 단편 만화를 모아 개시 했다.)
3. 오토코노코 앤솔로지(여장남자 앤솔로지하고 내용은 비슷하다.)
4. 학생회장이지만 여장 시작했습니다(친구들과 어울리지 못하는 여학생을 위해 여장을해 친구가 되어주는 만화이다.)
5. 오토코노코는 메이드복을 좋아해(여장남자들이 메이드 카페를 운영하는 만화이다.)
6. 남자의 품격(학교의 불량학생들을 순수하게 만들기위해 학교에서 여장을 하라고 하는 만화이다.)
7. 오토코노코 아내(재목 그대로 아내가 오토코노코이다.)
8. 이해할 수 없는 나의 모든것을(친구를 사귀고 싶어하는 여장남자를 카페에 데리고 간다.)
9. 사쿠라양 지명이에요(양아치인 주인공을 친구가 어장시켜서 메이트 카페에서 일하게하는 만화.)
10. Lily(부모님이 빛으로 아들을 팔고 잠적한다 하지만 누나가 돌아와서 빛을 갚을 수 있으니 기달려달라고 하고 메이드 카페를 연다.)
11. 여고생과 여장아저씨(아저씨가 여장을 하는데 화장이 잘안되 여고생을 고용하는만화이다.)
12. 오토코노코 러버즈(오토코노코에 대한 톤론및 연구등 팬의 관점에서 표현한 작품 여장도 나온다.)
13. 치마속은 집승이 었습니다(인기가 많은 훈남    주인공이 여장을 하여 정체를 숨기면서 여주와 연해하는 만화.)[19]

## 여장 웹툰
1. 꽃을든 남자(주인공과 그주변의 남자들에 관한 이야기.)[19]
2. 체리보이 그녀(여주에게 고백했다가 차여서 여장하고 학교다니는 이야기.)
3. 어쩐지 수상하더라(길거리의 돌을 잘못차 깡패의 비싼 물건을 망가트려 추격당하는 것을 피하기 위해 여장을 하고다님.)
4. 환상남매(주인공이 이쁘게 생겼음 윤이적이라는 캐릭터가 여장을 함)
5. 아메리카노 엑소더스(주인공이 여자로 변신해      마법등을 쓰는 판타지 웹툰이다.)
6. 신인왕좌(주인공이 이쁘게 생김 마신을 피하기 위해 잠깐 여장을 함)
7. 십이야(반란군의 수장인 주인공이 정체를 숨기기위해 여장을 하고 왕이 주인공을 좋아하....)
8. 예쁘니깐 괜찮아(주인공이 사신이라는 것을 숨기고 여장을해 학교에 다님.)
9. 그놈은 여고생(양아치가 여동생을 지키기위해    여장을 하고 학교애 다님.)
10. 트렌스 호라이즌(사건이 일어나 주인공이 여장을 하고 아이돌이 됨.)
11. 칠석은 두사람의 비밀(직녀가 남자로태어나서 여장을 하고 견우를 만나러가는 이야기.)
12. 하트 오프너 (여장의 달인인 주인공을 쫓는 여고생의 이야기)
13. 무용지용(취제를 위해 여장해 여학교에 입학함)
14. 여장남자는 사랑 받는다[19]
15. 여장남자 J의 깊숙한 속사정[19]